# Homer Hickam

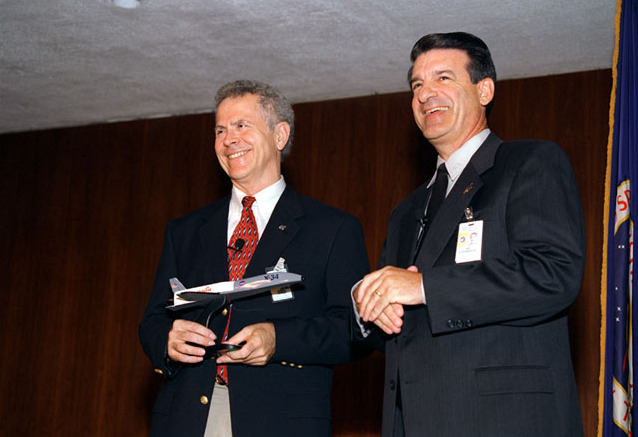
Homer Hickam (links) mit Art Stephenson, dem Direktor des Marshall Space Flight Center, 1999

Homer Hadley Hickam, Jr. (* 19. Februar 1943 in Coalwood, West Virginia) ist ein amerikanischer Ingenieur und Schriftsteller.

## Leben
Homer Hickams Vater war der Leiter der Zeche in Coalwood und seine Mutter war Hausfrau. Seitdem die Russen 1957 den Satelliten Sputnik in den Weltraum geschossen hatten, war Homer so fasziniert von der Raumfahrt, dass er später am Cape Canaveral arbeiten wollte und Wernher von Braun sein Idol wurde.
Während der High-School-Zeit gründete er mit seinen Freunden Roy Lee Cook, Quentin Wilson, Sherman Siers, Jimmy „O'Dell“ Carroll und Billy Rose die Big Creek Missile Agency und sie begannen kleine Raketen zu bauen. Unterstützt wurden sie von Freida Joy Riley, Homers Chemielehrerin, und Homers Mutter. Nachdem er 1960 die Big Creek High School abgeschlossen hatte, begann er ein Ingenieurstudium am Virginia Polytechnic Institute, das er 1964 abschloss.
Danach diente er sechs Jahre bei der United States Army, wo er unter anderem von 1967 bis 1968 als Leutnant in Vietnam diente. Von 1971 bis 1981 arbeitete er als Ingenieur für das US Army Missile (Cruise Missile) Kommando. 1981 verwirklichte Homer seinen Traum und wurde Ingenieur der NASA am Marshall Space Flight Center. Dort bildete er Astronauten aus und arbeitete am Design der Raumfahrzeuge mit. Während der Zeit bei der NASA schrieb er auch sein erstes Buch, Torpedo Junction, das 1989 veröffentlicht wurde. 1998 beendete er seinen Dienst bei der NASA und wurde hauptberuflicher Schriftsteller. Bisher wurden seine Autobiografie Rocket Boys und der Roman Albert muss nach Hause: Die irgendwie wahre Geschichte eines Mannes, seiner Frau und ihres Alligators ins Deutsche übersetzt. Rocket Boys wurde 1999 von Joe Johnston unter dem Titel October Sky mit Jake Gyllenhaal in der Rolle des Homer Hickam verfilmt.
Heute lebt Homer mit seiner Frau Linda in Alabama und auf den Virgin Islands.

## Auszeichnungen und Ehrungen
- Great Books of 1998, von der New York Times für Rocket Boys
- Book-of-the-Month, von dem Doubleday book club für Rocket Boys
- Book-of-the-Month, von dem Doubleday book club für The Coalwood Way
- Alabama's Distinguished Service Award

## Werke

### Coalwood-Reihe
- Rocket Boys/October Sky, 1998
- The Coalwood Way, 2000
- Sky of Stone, 2001
- We Are Not Afraid, 2002

### Josh-Thurlow-Reihe
- The Keeper's Son , 2003
- The Ambassador's Son , 2005
- The Far Reaches, 2007

### Weitere Bücher
- Torpedo Junction, 1989.
- Back To The Moon, 1999.
- Carrying Albert Home, 2015.
  - Albert muss nach Hause. Die irgendwie wahre Geschichte eines Mannes, einer Frau und ihres Alligators. HarperCollins, Hamburg 2016, ISBN 978-3-959679732.[1]
- Rocket Boys, 2017.
  - Rocket Boys. Roman einer Jugend, HarperCollins, Hamburg 2017, ISBN 978-3-95967-157-6.